# Ейженс Лаубе
Ейженс Лаубе (латвийски Eižens Laube) е водещ латвийски архитект, сред най-ярките представители на националния романтизъм, архитектурно направление в стила модерн.
Преди Първата световна война той е сред пионерите на модернизма в Рига и цяла Латвия. Проектираните и построени от него сгради днес са обявени за шедьоври и образец на рижката архитектура.

## Биография
Ейженс Лаубе е роден на 25 май 1880 година в Рига, столицата на Латвия. Баща му е майстор грънчар, а със строителство, чертежи и проекти го запознава пастрокът на майка му. Получава професионалното си образование в катедра „Архитектура“ на Рижкия политехнически институт. Още като студент посещава Финландия, където се запознава с някои от водещите архитекти в страната. По-късно пътува до Дания, Швеция, Германия и Франция, което го обогатява професионално. В началото започва работа в архитектурното ателие на Константинис Пекшенс, а през 1907 година открива самостоятелно проектантско бюро. Пътува много из Европа и повишава квалификацията си.
Кариерата му като проектант и преподавател започва в период на стагнация на архитектурните вкусове, когато се търсят нови пътища и идеи за развитие. Отдавайки дан на еклектиката, той бързо намира собствения си стил. Става един от водещите архитекти на зараждащото се тогава ново направление, наречено национален романтизъм, което се характеризира с идеализация на националното минало и култура.
Лаубе е художник по природа и основните черти на неговата архитектура са елегантността, фантазията и разнообразието. Успява да съчетае в себе си от една страна чертите на теоретик и аналитик, а от друга – артистичността и безграничния полет на фантазията. Още при завършването си на политехническия институт, той получава покана да остане там като преподавател. През целия си живот Лаубе преподава архитектура и успоредно с това проектира и извършва надзор над строителството на своите сгради. Публикува няколко десетки научни работи по архитектура.
Енергичният и талантлив архитект получава поръчки една след друга и изведнъж придобива голяма известност. Проектира сградите на ул. „Алберта“, „Бривибас“, училището на „Тербатас“, Доходното здание, Домът на рижкото общество, даже разработва проект за реконструкция на Рижкия замък. Във всичките си проекти, като правило, използва естествени материали. Наблюдава се увлечението му по финската архитектура, с характерните за северните страни покриви с остри склонове. Сградите му са грациозни и живописни и във всяка от тях има по една малка, характерна само за нея, пикантност.
Когато започва Първата световна война Лаубе се евакуира в Москва, където живее до 1917 година и пише книги по теория на архитектурата. След завръщането си в Рига се занимава много повече с преподавателска дейност, отколкото с проектиране.
Научната му кариера се развива плавно – става асистент в Рижкия политехническия институт (1907 – 1919), професор от факултета по архитектура в Рижкия университет (от 1920), декан на факултета (1919 – 1922, 1938 – 1940, 1932 – 1934), ректор на Латвийския университет (1922), получава титлата „почетен доктор по архитектура“. Между 1909 и 1914 година е официален съветник на Комисията за художествените въпроси в областта на архитектурата в Рига. Става и председател на Обществото на латвийските архитектите (1924 – 1926). Като преподавател обаче, често го критикуват за свободните възгледи и за проявен космополитизъм при подбора на студентите, тъй като за него няма значение дали те са руснаци, латвийци, евреи или с някаква друга националност. Някои от колегите му го нападат и заради увлечението му по националния реализъм.)
В края на Втората световна война, през 1944 година, Лаубе заминава при сестра си в Берлин. Тъй като владее немски свободно, работи известно време като професор по архитектура в Балтийския университет, близо до Хамбург. Шест години по-късно емигрира в САЩ, където се заселва в Портланд, Орегон, и открива собствено ателие. Продължава да се занимава с архитектура и строителство и написва и издава книгата „Архитектурни прояви“.
Ейженс Лаубе умира на 21 юли 1967 година в Портланд.

## Творчество
Ейженс Лаубе проектира и строи над 200 сгради в Рига. Ателието му се намира на улица Лачплеш, в здание, проектирано от самия него. Отличителна особеност на неговите сгради са декоративните довършителни работи, при които използва цялата гама от орнаменти в стил модерн, работейки с природни материали – дърво и дялан камък. Благодарение на многобройните му сгради, центърът на Рига придобива своя характерен и неповторим облик.
През 1930-те години той разработва идеята за прехвърляне на административния център на Рига на левия бряг на река Даугава (Западна Двина). Но в годините, когато Европа се готви за нова световна война, проектът не може да бъде осъществен. Тази идея става най-популярна много по-късно, в края на съветското време. Всъщност Лаубе често се оказва в малцинство при поддържане и разработване на различни градоустройствени идеи, и също така често е подлаган на груба критика за някои от тях.
През годините на латвийската независимост той използва главно неокласически подход, като в санаториума в квартал Кемери на град Юрмала (1933) и на фестивалната зала в Рига (1938). Малко преди Втората световна война Лаубе се отдава на вътрешната архитектура и дизайн и прави ескизи на мебели, маси, столове, полилеи, стълби и други.
Ейженс Лаубе построява в Рига 83 интересни жилищни и обществени сгради и проектира още много – над 200. Той пропагандира и активно развива стила национален романтизъм, едно от направленията на стила модерн. За довършителните работи и фасадите ползва различни естествени материали – дърво, природни шисти, дялан камък, кован метал. При декорирането на фасадите работи с цветни и геометрични мотиви и етнографски орнаменти.
Неговите сгради са характерни, многоетажни, каменни постройки със собствен облик. Част от най-забележителните му творби са:
- Къща на ул. „Талин“, № 23 – една от първите сгради на Лаубе, строена през 1901 година. Това е причудлива, много тясна, богато украсена, пететажна постройка, която той по-късно нарича „грешка на младостта“ и твърди, че ако се наложи да мине покрай нея, се старае да не я поглежда. Въпреки тази оценка, тя има своята архитектурна стойност заради вложените в нея фантазия и любопитни детайли.[1]
- Сграда на ул. „Алберта“ № 11 – Изградена е през 1908 година в стил национален романтизъм, със силно подчертано вертикално членение.[2] Покривната част на два съседни, тесни, 3-етажни еркера завършват с метални „шлемове“, с идеята да напомнят за богатирите. В двата края на сградата има още два еркера, които са декорирани с рисунки на слънца, изработени от медни пластини и тюрингски природни шисти. Цокълът на фасадата е облицован с травертин. Прозорците на сградата са с различни форми и размери, като някои от тях се стесняват в горната си част по традициите на националния романтизъм.[4]

- Доходно здание – Най-известната сграда на Лаубе, намираща се на ъгъла на ул. „Бривибас“ № 47 и ул. „Лачплеша“ е построена през 1908 в стил национален романтизъм. Характеризира се с динамична, обемна композиция и завършва със силно заострен покрив на различни нива и с различен наклон, подчертан от два остри фронтона. Сградата има няколко ризалита, асиметрични елементи и етнографски мотиви. На някои места са изградени малки еркерчета. На ъгъла между двете улици сградата завършва с конусовиден покрив, под който е обособен фриз със зигзагообразни декорации от цветни керамични плочки. Под скатовете от лявата страна, към ул. „Лачплеша“, са поставени етнографски декоративни елементи, а от дясната, към улица „Бривибас“ – малък дървен фронтон.[4] Необичайният облик и орнаментиката, особено по покривната част, правят сградата емблематична за града. Някога в партерната и част са се намирали кафене „Пингвин“ и фурна за хляб.[1]
- Сграда на ул. „Бривибас“ № 62 – Построена е през 1908, отново в стил национален романтизъм. Самата сграда е с асиметрична композиция. Дясната ѝ страна е покрита с остър двускатен покрив, под който е изграден еркер във вид на средновековна кула. В партерната част, точно под еркера, се намира входната врата. На лявата страна е оформен широк еркер, под който в партерната част има арка. Фасадата на сградата е декорирана със стилизирани латвийски етнографски мотиви, в това число и „огненият кръст“ (свастика).[4]
- Сграда на ул. „Бривибас“ № 37 – Построена е през 1909 година, пак в стил национален романтизъм, фасадата отново е асиметрична. Характерна е с различните форми на балконите, освен това има еркер и лоджия с колони. Интересни са барелефите по фасадата, в т.ч. сова с двете си малки.[4]
- Сграда на ъгъла на ул „Гертрудес“ № 23 и ул. „Акас“ – Построена е през 1909 година и се счита за предвестник на функционализма. На ъгъла, над лявото и дясното крило, е издигнато високо кубично тяло, подобно на кула, което на върха завършва на две нива с метална балюстрада. Преди сградата е била тъмносива и е въздействала като мощен обем, напомнящ на крепост.[4]
- Сграда на ъгъла на ул. „Лачплеша“ № 51 и ул. „А. Чака“ – Построена е през 1909 година и представлява синтез от националния романтизъм и вертикалното членение при стил модерн. Изглежда много ефектно, като грамадно произведение на декоративното и приложно изкуство. Горната част на ъгъла завършва с широка ъглова кула, в чиято долна част, на жълт фон, са изобразени големи цветя. Над третия етаж е изграден еркер с медни детайли по ръбовете и барелефи на слънца под прозорците. Пространството под еркера, между прозорците на долния етаж, е декорирано с няколко забавни мъжки, мустакати лица.[4]
- Романовски пазар – Това е комплекс от сгради, намиращ се на ул. „Лачплеша“ № 70/70а/70б. Построен е през 1909 година в стил национален романтизъм. Приема се за предвестник на функционализма, типичните форми на който се забелязват в кубичното оформяне на ъгловото завършване на покривите. В централното здание, на № 70а се е намирало архитектурното ателие на Лаубе.[4]
- Училище на ул. „Тербатас“ № 49/51 – Построено е през 1909 година и е ярък пример за смесица от две архитектурни направления – латвийския модернизъм и националния романтизъм. Има изразителен силует и разнообразна като материали и обработка фасада. За облицовката на първия етаж е използван травертин, вместо популярните по това време имитации на естествени материали. Вертикалното членение на сградата е подчертано, а високият остър фронтон напомня старинните постройки. Дизайнът на прозоречните отвори на различните етажи е различен и подчертава индивидуалността на сградата.[5] Над еркера са разположени лоджии, обградени от колони. Входът на сградата е рамкиран от същия тип колони.[4]
- Сграда на ул. „А. Чака“ № 83/85 – Посторена е през 1909 година в стил национален романтизъм. Художествено-композиционната схема се припокрива с тази на сградата на ул. Алберта“ № 11. В центъра се издига фронтон с двускатен покрив. В двата края на централната част са изградени два тесни полукръгли еркера, а на известно разстояние от двете им страни – още два, но плоски еркера. Над входа е поставен барелеф на лице на весел, усмихнат старец.[4]

- Сграда на ул. „Меркеля“ № 13 – Сградата е съвместен проект на Ейженс Лаубе и Ернст Поле и е построена през 1909 година. Стилът е неокласицизъм с елементи от ар нуво. Входът е рамкиран с 4 сдвоени йонийски колони. Фасадата е допълнена от два мощни ризалита, завършващи с кулички в горната си част. Под фронтона художникът Янис Розенталс е изработил декоративно пано в смесена техника – фреска и мозайка.[4]
- Сграда на ул. „Блауманя“ № 29 – Построена е през 1910 година в стил модерн с подчертано вертикално членение. Сградата е с два еркера, като на покрива над всеки от тях са изградени кулички с колони. Прозорците на най-горния етаж са украсени с полукръгли люнети, запълнени с барелефи. В дясната част на партера е изградена арка с богата релефна украса. Входната врата, над която има витраж, е обединена визуално чрез имитация на арка със съседния прозорец.[4]
- Сграда на ул. „А. Чака“ № 35 – Построена е през 1911 година и като композиция напомня тази на зданията от ул. „Алберта“ № 11 и „Чака“ № 83/85. В центъра е изграден фронтон с двускатен покрив, резчленен вертикално. Под него има два полуклъгли еркера, а на разстояние от двете им страни – два плоски. Край прозорците са изработени барелефи, орнаментирани с птици-лира.[4]
- Сграда на ул. „А. Чака“ № 66 – Построена е през 1911 година в стил модерн с подчертано вертикално членение.[4]
- Сграда на ъгъла на ул. „Кр. Барона“ № 49 и ул. „Стабу“ – Построена е през 1911 година в стил модерн с вертикално членение и елементи от функционализма, който е доста по-късно развил се стил. Ъгълът завършва с висока, много тясна куличка, в най-тясната част на която е добавен миниатюрен еркер с шпил.[4]
- Жилищен блок с магазини на ул. „Бривибас“ №85 – Построена е през 1912 година в стил модерн със силно изразено вертикално членение и елементи от неоготиката.[2][4]
- Сграда на ул. „Марияс“ № 25 – Построена е през 1913 година в неокласически стил с елементи от модерн.[4]
- Сграда на ъгъла на ул. „Чака“ № 37 и ул. „Лачплеша“ – Ъглова, неокласическа сграда с елементи от стил модерн, построена през 1913 година. Композиционната схема напомня сградата на ул. „Марияс“ № 25, построена през същата година. Между прозорците, по вертикала, са поставени интересни барелефи, които изобразяват човешки или животински глави, птици и други.[2]
- Жилищен блок на ул. „Бривибас“ № 39 – Сградата е строена от 1929 до 1931, но на фасадата и е отбелязана 1929 година.[2] Намира се непосредствено до сградата на същата улица на № 37, но коренно се различава от нея, тъй като по-новото здание е строено в стил функционализъм, характерен за края на 1920-те години. Формите са по-прости, прозорците са големи и правоъгълни. На самия връх се наблюдават елементи от неокласицизма – балюстрада и дентикули под корниза. През 2000 година над балюстрадата е изграден още един етаж, който почти не се вижда.[4]

## Галерия
- ул. „Чака“ № 66
- ул. „Лачплеша“ № 51
- ул. „Марияс“ № 25
- ул. „Кр. Барона“ № 49
- ул. „Меркеля“ № 13
- ул. „Чака“ № 37
- ул. „Бривибас“ № 47
- ул. „Чака“ № 35
- ул. „Чака“ № 83, 85
- ул. „Чака“ № 37
- ул. „Бривибас“ № 37
- ул. „Бривибас“ № 39ул. „Бривибас“ № 39
- ул. „Бривибас“ № 47
- ул. „Бривибас“ № 62ул. „Бривибас“ № 62
- ул. „Бривибас“ № 85
- ул. „Кр. Барона“ № 49
- ул. „Тербатас“ № 49/51
- Романовски базар
- ул. „Тербатас“ № 49/51
- ул. „Чака“ № 83, 85
- ул. „Блауманя“ № 29
- ул. „Гертрудес“ № 23